# Vice Vukov
Vice Vukov (Šibenik, 3 augustus 1936 - Zagreb, 24 september 2008) was een Kroatische zanger en politicus.
In de jaren zestig was hij een van de populairste zangers van Joegoslavië. In 1963 werd hij rechtstreeks aangewezen om het land op het Eurovisiesongfestival 1963 te vertegenwoordigen. Hij was de enige Joegoslavische kandidaat die niet door een preselectie hoefde te gaan. Met Brodovi werd hij elfde van de zestien deelnemers. Twee jaar later schreef hij zich in voor Jugovizija met het lied Ceznja. Hij won en mocht zo Joegoslavië in 1965 een tweede keer op het Eurovisiesongfestival vertegenwoordigen. Ditmaal werd hij twaalfde van de achttien deelnemers.
Na de Kroatische Lente (begin jaren zeventig) werd hij door de Joegoslavische overheid als nationalist gezien en werden zijn liedjes verboden. Nadat Kroatië een democratisch land was geworden, stelde hij zich meermaals kandidaat voor de parlementsverkiezingen en werd in 2003 uiteindelijk verkozen.
In november 2005 viel hij van de trappen in het parlementsgebouw en liep daarbij een ernstige hoofdwond op. Hij werd in het ziekenhuis opgenomen en onderging een medische operatie maar geraakte spoedig daarna in een coma. Begin 2006 verkeerde hij volgens de doctoren in een blijvende vegetatieve toestand maar eind 2007 werd medegedeeld dat hij af en toe weer bij kennis was en in een stabiele toestand verkeerde. Echter, eind september 2008 overleed hij toch. Vice Vukov werd 72 jaar.
1961: Ljiljana Petrović · 
1962: Lola Novaković · 
1963: Vice Vukov · 
1964: Sabahudin Kurt · 
1965: Vice Vukov · 
1966: Berta Ambrož · 
1967: Lado Leskovar · 
1968: Luciano Kapurso & Hamo Hajdarhodžić · 
1969: Ivan & 3M · 
1970: Eva Sršen · 
1971: Krunoslav Slabinac · 
1972: Tereza · 
1973: Zdravko Čolić · 
1974: Korni · 
1975: Pepel in Kri · 
1976: Ambasadori · 
1981: Seid Memić-Vajta · 
1982: Aska · 
1983: Danijel Popović · 
1984: Vlado & Izolda · 
1986: Doris Dragović · 
1987: Novi Fosili · 
1988: Srebrna Krila · 
1989: Riva · 
1990: Tajči · 
1991: Bebi Dol · 
1992: Extra Nena
- International Standard Name Identifier: 0000 0003 8590 7375
- Library of Congress Control Number: no2001017366
- MusicBrainz: 84c44b60-694f-4837-935a-797894991699
- Système universitaire de documentation: 128703725
- Virtual International Authority File: 244948925
- WorldCat: E39PBJtMqQdHhgJvHJ3tpJdCwC